# Klein Germersleben
Klein Germersleben ist ein Ortsteil der Stadt Wanzleben-Börde im Landkreis Börde in Sachsen-Anhalt.

## Geschichte
Der in Sachsen-Anhalt weit verbreitete Ortsnamensbestandteil -leben bedeutet: „Hinterlassenschaft, Erbe“. Er ist grundsätzlich mit Personennamen im ersten Namensbestandteil kombiniert.
Klein Germersleben wurde im Jahre 1180 erstmals erwähnt. Um 1220 wurde der Ort in minori Germersleve genannt. Die reichsfreien Edelherren von Meinersen waren hier begütet. Sie gaben um 1220 laut ihrem Lehnsregister in Germersleve den Zehnten über eine Rodung und die Vogteirechte über 20 Hufen als Lehen an Wolbert von Oebisfelde. Eine Urkunde aus dem Jahr 1367 belegt die Zugehörigkeit zum Erzbistum Magdeburg. 
Am 1. Juli 1950 wurde Klein Germersleben nach Bottmersdorf eingemeindet. Seit dem 1. Januar 2010 gehört der Ort zur neu gebildeten Stadt Wanzleben-Börde.

## Sehenswürdigkeiten

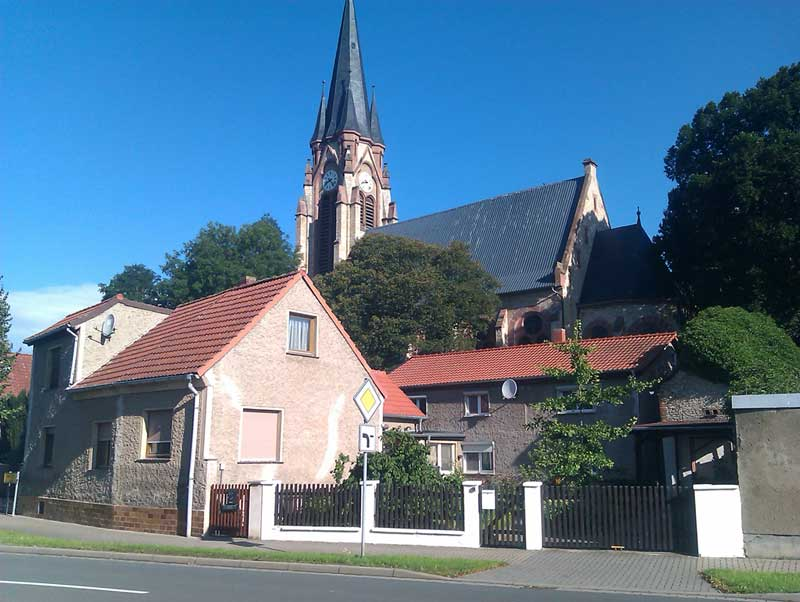
Kirche

- Kirche „Aegidie“: 1899/1900 erbaut und in den letzten Jahren umfangreich saniert; besonders markant ist der 55½ m hohe Kirchturm
- Pfarrhaus neben der Kirche: Fachwerkhaus aus dem 17. Jahrhundert, Geburtsstätte von Gotthilf Sebastian Rötger (1749–1831; von 1779 bis zu seinem Tod Propst und Direktor des Magdeburger Pädagogiums)

Markant ist die am westlichen Ortsrand gelegene Windmühle Klein Germersleben. Auf dem Friedhof des Orts befindet sich das Kriegerdenkmal Klein Germersleben für die Opfer und Gefallenen der beiden Weltkriege.